# Bacalaureat
Bacalaureatul este un examen care se susține la absolvirea liceului, la mai multe discipline de învățământ. Promovarea bacalaureatului înseamnă încheierea unui ciclu de pregătire. Promovarea bacalaureatului, în general la 18 ani, este necesară pentru admiterea în învățământul superior.

## Istoric în lume
La data de 17 martie 1801, printr-un decret dat de Napoleon Bonaparte, „ia naștere” examenul de bacalaureat, punându-se astfel bazele învățământului modern în Franța.

## În România
În România, încă din perioada interbelică, liceul era conceput ca școală de cultură generală, specializarea urmând să se facă la universitate sau în școli speciale. În România, în anul 1925, s-a introdus bacalaureatul de către dr. Constantin Angelescu, în calitatea sa de "ministru al instrucțiunii publice". La acel moment, liceul era foarte dificil de absolvit, bacalaureatul fiind cu adevărat un examen de maturitate.
Conform Legii nr. 77/1929 pentru modificare câtorva dispozițiuni ale art. 21 din legea învățământului secundar referitoare la examenul de bacalaureat:
”Absolvenții liceelor de Stat sau particulare, (ale confesiunilor, comunităților și ale particularilor) cu sau fără drept de publicitate, care doresc să continuie studiile în învățământul superior, trebuie să depună un examen de bacalaureat. Scopul acestui examen este de a verifica cunoștințele dobândite de elevi la materiile de studii cele mai importante și mai ales de a dovedi influența studiilor făcute asupra formării cugetării lor, deci, cu chipul acesta a selecționa dintre absolvenții liceului pe cei care dovedesc că sunt în stare să urmeze cu folos studiile de specializare universitare. ”
- În anul 2010 doar 58,92% dintre cei aproape 22.000 de absolvenți de clasa a XII-a din București au promovat examenul de bacalaureat, ceea ce reprezintă cea mai mică promovabilitate de după 1990.[2]
- În iulie 2011, mai bine de jumătate din cei peste 200.000 de tineri care au dat examenul de bacalaureat nu au reușit să obțină nota 6, astfel că rata de promovabilitate a ajuns la 45,7%, după contestații, elevii înregistrând cea mai slabă performanță din istoria învățământului[3].

## În alte țări
- Germania: Abitur (din limba latină: ābitō, ābitere „a pleca”) este examenul final, organizat pentru tinerii adulți din Germania, la încheierea studiilor secundare, de obicei după 12 sau 13 ani de școlarizare. Este echivalentul german al bacalaureatului.